# آکواریوم‌های پیونگ‌یانگ
آکواریوم های پیونگ یانگ: ده سال اسارت در گولاگی در کره شمالی ( کره‌ای: 수용소의 노래 ) نوشتهٔ کانگ چول-هوان و پیر ریگولو، روایتی از زندانی‌شدن کانگ چول-هوان و خانواده‌اش در اردوگاه کار اجباری یودوک در کره شمالی است.
این کتاب با دیباچه‌ای از پیر ریگولو (یکی از نویسندگان) آغاز می‌شود که زندگی جدید کانگ را در کره جنوبی توصیف می‌کند، سپس با تاریخچه کوتاهی از کره شمالی و کره جنوبی از زمان جنگ کره در سال ۱۹۵۳ ادامه می‌یابد.
این کتاب در مورد خانواده‌ای ثروتمند است که همه دارایی ایشان توسط حزب کارگران کره مصادره می‌گردد. خانواده کانگ، در حالی که از قومیت کره‌ای بودند، قبل از مهاجرت به کره شمالی به دستور مادربزرگ کمونیست خود، در ژاپن زندگی می‌کردند ‌. وقتی کانگ نه ساله بود، پدربزرگش به اتهام فعالیت علیه دولت کره شمالی زندانی شد. به دلیل قانون همدستی خویشاوندی (سیپن هافت)،  سیاست دولت این بود که خانواده نزدیک زندانیان سیاسی را نیز زندانی کند. کانگ چول-هوان، مادربزرگ، پدر، عمو و خواهر کوچکترش (میهو) در اردوگاه کار اجباری شماره 2915 یودوک زندانی شدند. در آنجا و در یک دوره ده ساله، آنها متحمل و شاهد جنایات بسیاری از جمله بیماری، گرسنگی، مجازاتهای عذاب‌آور و اعدام در ملاء عام گشتند.
کانگ در حالی که در اردوگاه زندانی بود، با پاک سونگ-زین، یکی از بازیکنان تیم ملی فوتبال کره شمالی در جام جهانی فوتبال ۱۹۶۶ ملاقات کرد.

## ترجمه فارسی
نسخه فارسی این کتاب با ترجمه بیژن اشتری توسط نشر ثالث منتشر شده است.